# Adabas D
Adabas D (früherer Name Entire SQL DB-Server) ist ein relationales Datenbankmanagementsystem des Darmstädter Unternehmens Software AG. Es basiert auf dem durch die Software AG von Nixdorf erworbenen Programm DDB4. Dieses geht wiederum auf ein Forschungsprojekt der TU Berlin aus dem Jahr 1977 zurück.
1997 erwarb das Softwareunternehmen SAP ebenfalls Rechte an dieser Technik und entwickelte sie in der Folge unter dem Namen SAP DB, dann MaxDB und schließlich SAP MaxDB getrennt weiter.
Bereits seit 1971 vertreibt die Software AG das Datenbanksystem Adabas, welches zwar auch eine SQL Schnittstelle anbietet, aber bis auf den Namen nichts mit Adabas D gemeinsam hat.
Adabas D ist auf verschiedenen Computerplattformen bzw. Prozessortypen (x86, Alpha, Z-Series, Sparc) sowie unter verschiedenen Betriebssystemen (Windows, Solaris, AIX, HP-UX, SUSE-Linux, Red Hat Linux) einsetzbar. Es werden verschiedene SQL-Ausprägungen (ANSI, Oracle und Native) unterstützt. Schnittstellen bestehen zu C, C++ und Cobol.
Ab der Version 14 von ADABAS D wird innerhalb dieses DBMS-Systems erstmals Unicode-Unterstützung angeboten.
Verschiedene Unternehmen haben Adabas D lizenziert und liefern oder lieferten es teilweise als Bestandteil ihrer Softwareprodukte mit aus, wie etwa StarOffice.